# Milan Bartovič
Milan Bartovič, född 9 april 1981 i Trenčín, Tjeckoslovakien, är en slovakisk professionell ishockeyspelare som spelar för slovakiska HC Slovan Bratislava i KHL. Bartovič blev draftad av Buffalo Sabres i den andra rundan i 1999 års draft som nummer 35 totalt.

## Klubbar
- HC Dukla Trenčín Moderklubb–1999
- Brandon Wheat Kings 1999–2001
- Tri-City Americans 2000
- Rochester Americans 2001–2005
- Buffalo Sabres 2002–2004
- Chicago Blackhawks 2005–2006
- Norfolk Admirals 2005–2006
- Malmö Redhawks 2006–2007
- ZSC Lions 2007
- HC Bílí Tygři Liberec 2007–2010, 2010–2012
- Atlant Mytisjtji 2010
- HC Slovan Bratislava 2012–